# Стайкино
Стайкино — деревня в Невельском районе Псковской области России. Входит в состав сельского поселения «Артёмовская волость».
Находится на берегу озера Завережье в 3 верстах южнее деревни Артёмово.

## Население
Численность населения деревни на конец 2000 года составляла 25 жителей.